# Tama (macska)
Tama (たま; 1999. április 29–2015. június 22.) kalikó nősténymacska volt, aki azzal szerzett hírnevet, hogy állomásfőnök és üzemeltetési igazgató volt a Kisigava vonalon található a kinokavai Kisi állomáson.

## Élete

### Befogadása

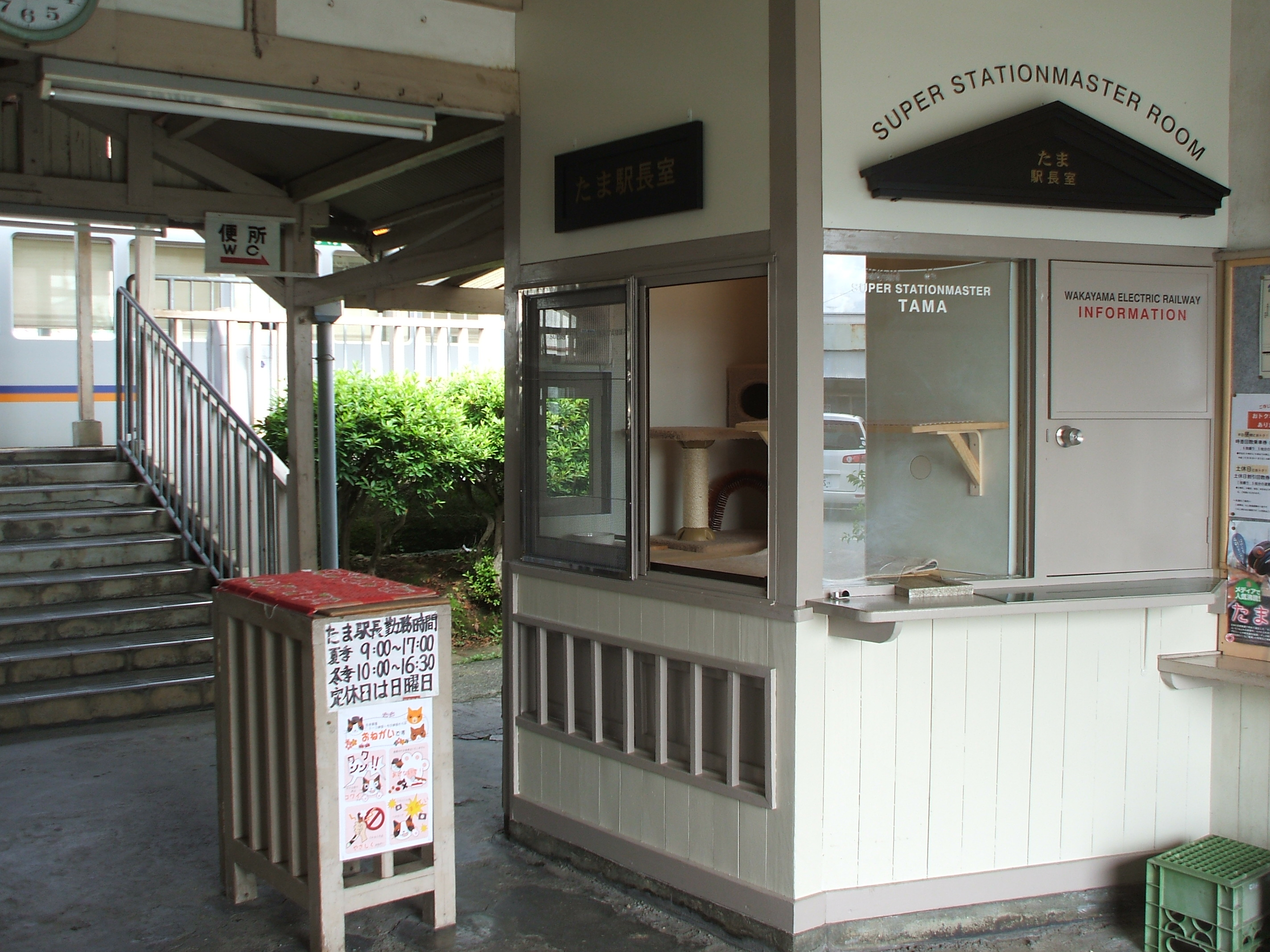
Tama „irodája” a Kisi állomás régi épületében, 2008 júniusában

Tama a vakajamai Kinokavában született, kóbor macskák nevelték fel, akik a Kisi állomáshoz közel tanyáztak. Az utasok és Kojama Tosiko, az állomás akkori nemhivatalos állomásfőnöke rendszeresen etette őket. Az állomást 2004-ben pénzügyi nehézségek miatt csaknem bezárták. Kojama ekkortájt fogadta be Tamát. Az állomás bezárására tett javaslatot később visszavonták, mivel az utasok követelték, hogy maradjon nyitva. 2006 áprilisában a Wakayama Electric Railway a költségek csökkentése érdekében a Kisigava vonal minden állomásán megvált személyzettől. Az állomásfőnököket az állomásokhoz közeli helyi vállalkozások alkalmazottjai közül választottak ki, a Kisi állomás főnökének Kojamát tették meg. 2007. január 5-én a vasúttársaság vezetői úgy döntöttek, hogy Tamát teszik meg a hivatalos állomásfőnöknek. A macska legfőbb állomásfőnöki feladata az utasok üdvözlése volt. A pozíciója egy állomásfőnöki kalappal, illetve fizetés gyanánt étellel járt.

### Állomásfőnöki pályafutása

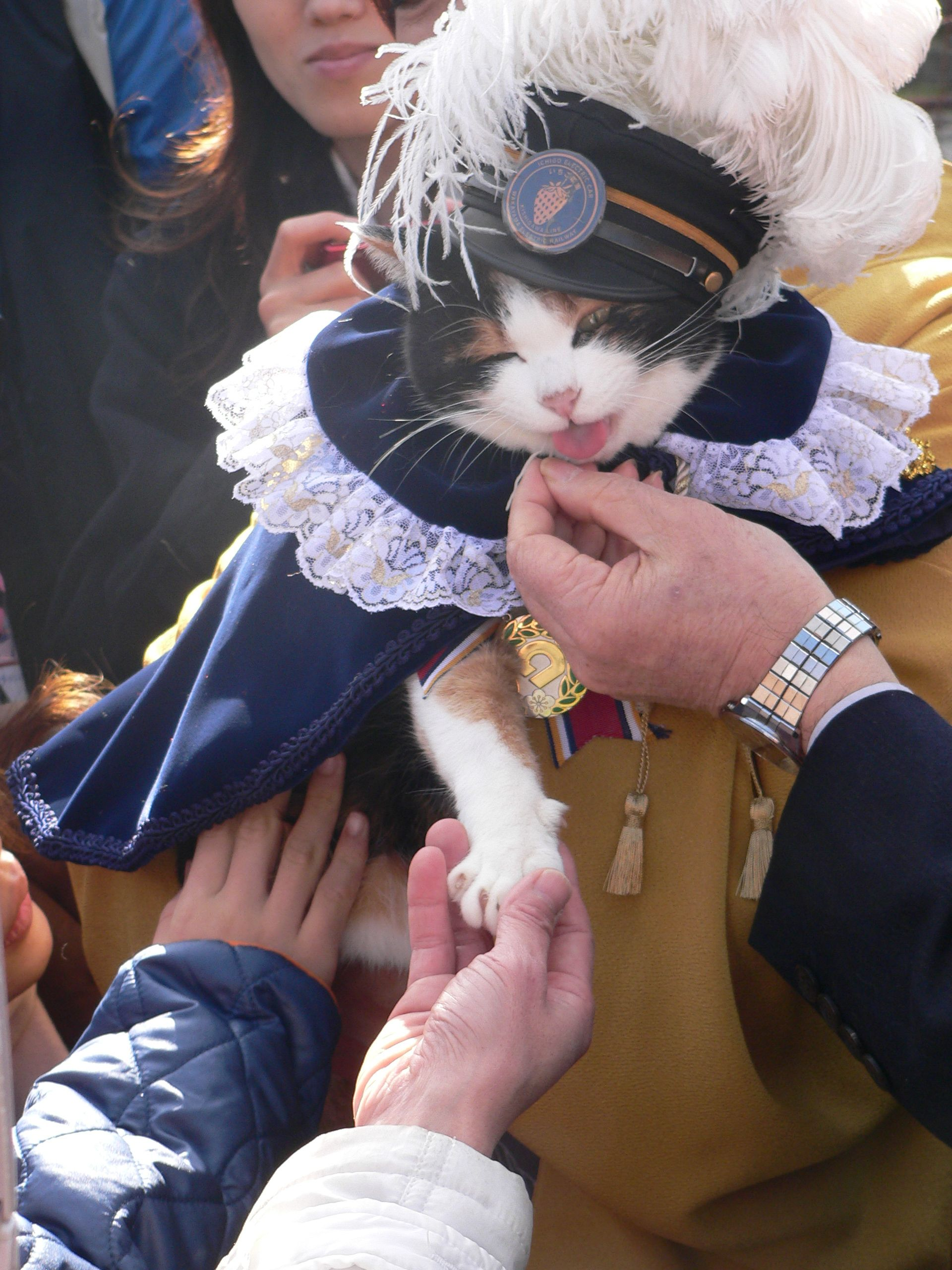
Tama a vakajamai polgármester által ajándékozott „Vakajama de Knight” ruhájában

Tama kinevezése körüli hírverés miatt a 2006. januári adatokkal összehasonlítva az utasok száma 17%-kal nőtt abban a hónapban, a 2007 márciusában közzétett statisztikák 10%-os emelkedést mutattak az előző fiskális évvel szemben. Tamát 2008 januárjában egy ünnepség keretében, melyen a vasúttársaság elnöke és a polgármester is jelen volt „szuper állomásfőnöknek” nevezték ki, így ő lett a vállalat „egyetlen vezető pozícióban lévő nője”. Új pozíciója egy „irodával” — egy almos dobozt tartalmazó átalakított jegypénztárral is járt. 2010 januárjában a vasúttársaság vezetői „üzemeltetési igazgatóvá” léptették elő Tamát az utasszám növelésében játszott szerepét elismerve. Tama kinevezése ellenére továbbra is állomásfőnökként dolgozott, ám így is ő lett az első macska, amely egy vasúttársaság vezetője lett.
Személyzete két asszisztens állomásfőnök-macskából, húgából, Csibiből (ちび; 2000. május 12.) és édesanyjából, a barna cirmos Miikóból (ミーコ; 1998. október 3–2009. július 20.) állt.
Tama Myriam Tonelotto olasz rendező La Voie du chat című macskákról szóló dokumentumfilmjében is szerepel, melyet az európai ARTE televízióadón sugároztak 2009 áprilisában. Tama az Animal Planet Imádjuk a macskákat! című sorozatában is szerepelt, melyben annak műsorvezetője, John Fulton meglátogatta és egy dalt is énekelt.

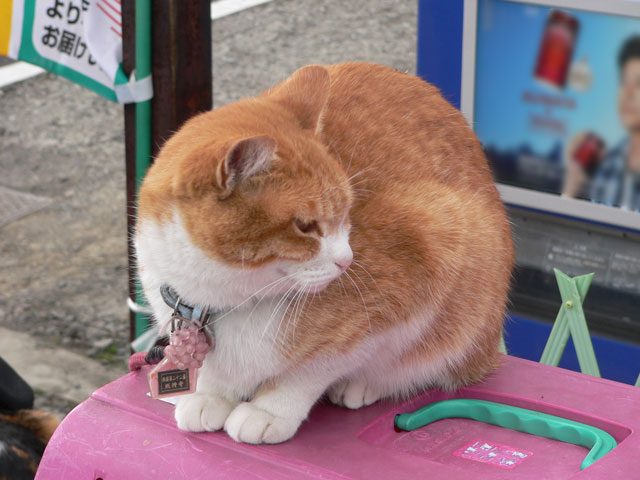
Csibi 2007 novemberében
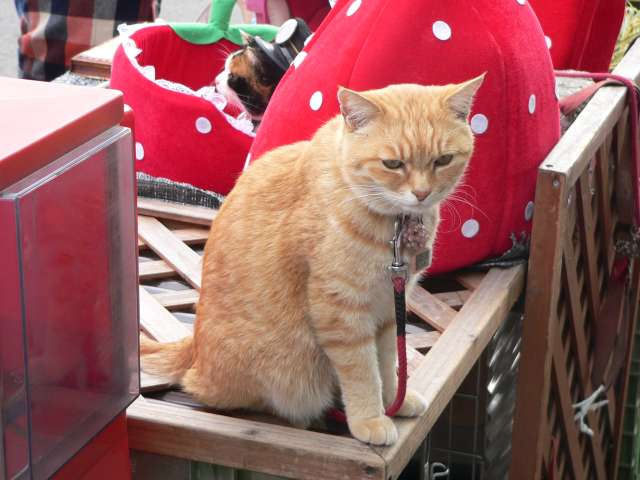
Miiko 2007 novemberében

2009 tavaszán a Wakayama Electric Railway bemutatta az új „Tama-vonatot” (たま電車; Hepburn: Tama Densha), melyet Tamát ábrázoló képregényszereplőkkel díszítettek. 2010 augusztusában a Kisi állomás épületét újjáépítették, az új épület egy macska fejéhez hasonlít. A „Tama-vonat” átalakítását és az állomás újjáépítését is Mitooka Eidzsi ipari formatervező felügyelte.

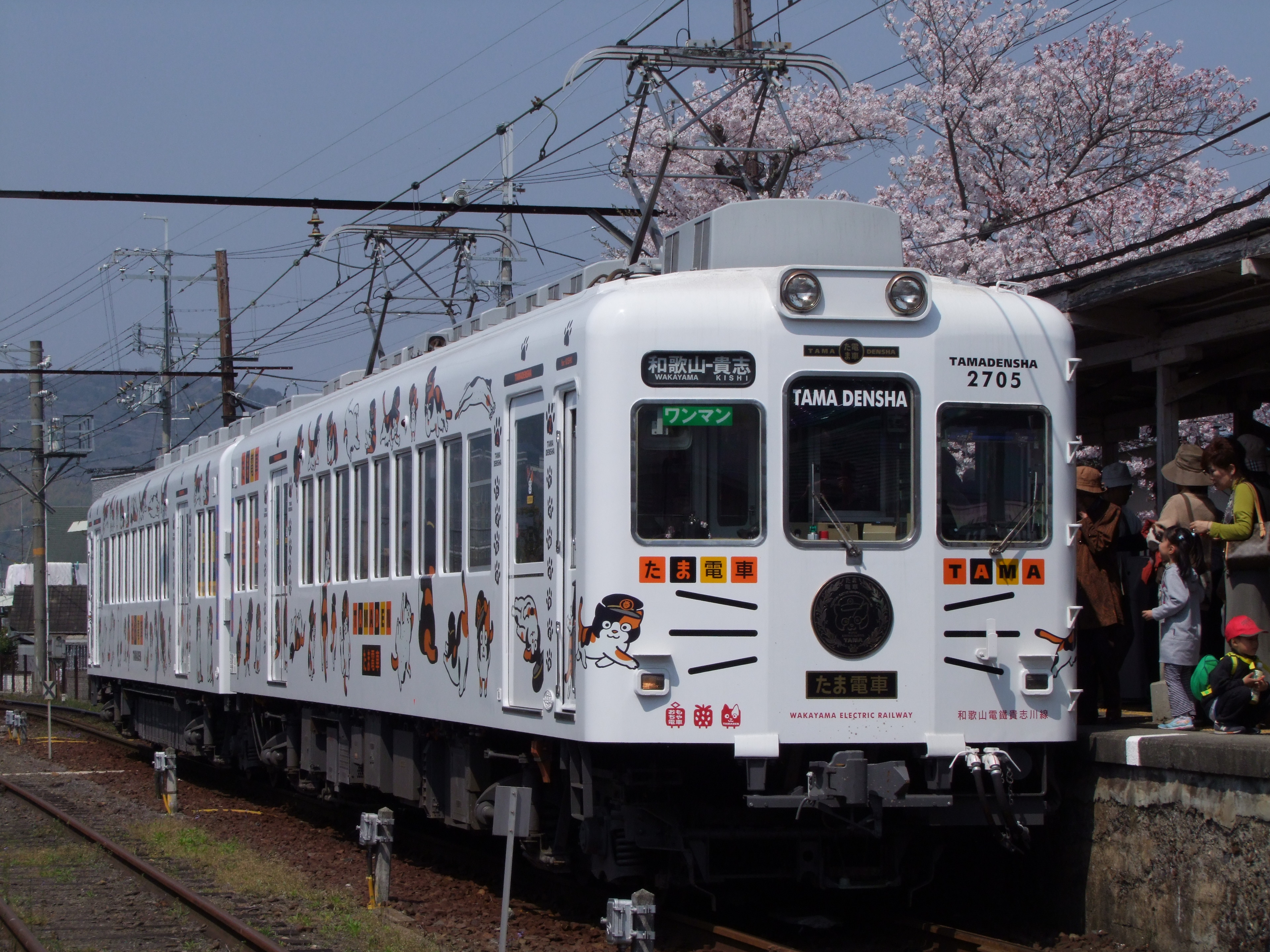
A „Tama-vonat” 2009 áprilisában
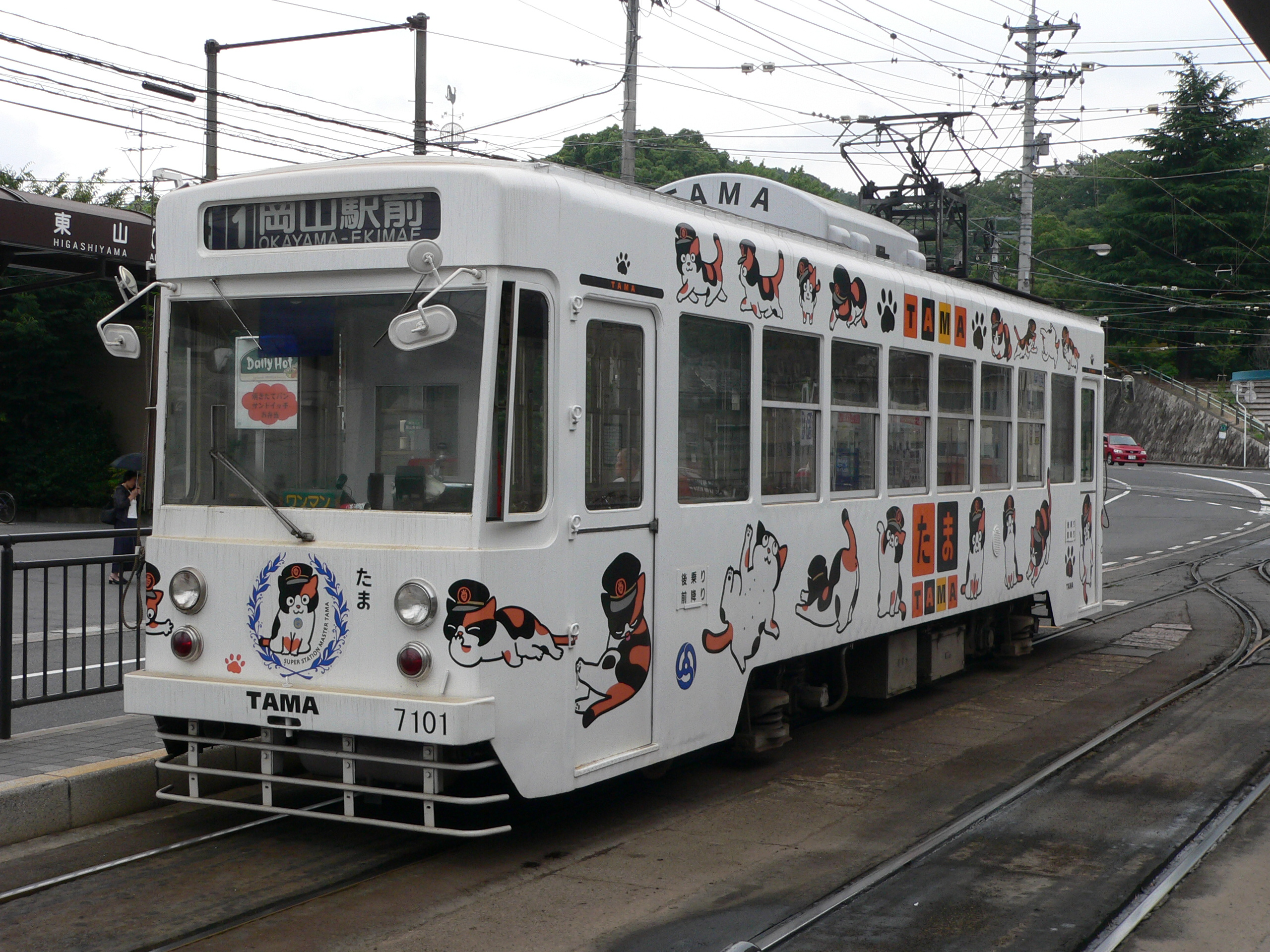
Tama-villamos Okajamában, 2009 júliusában
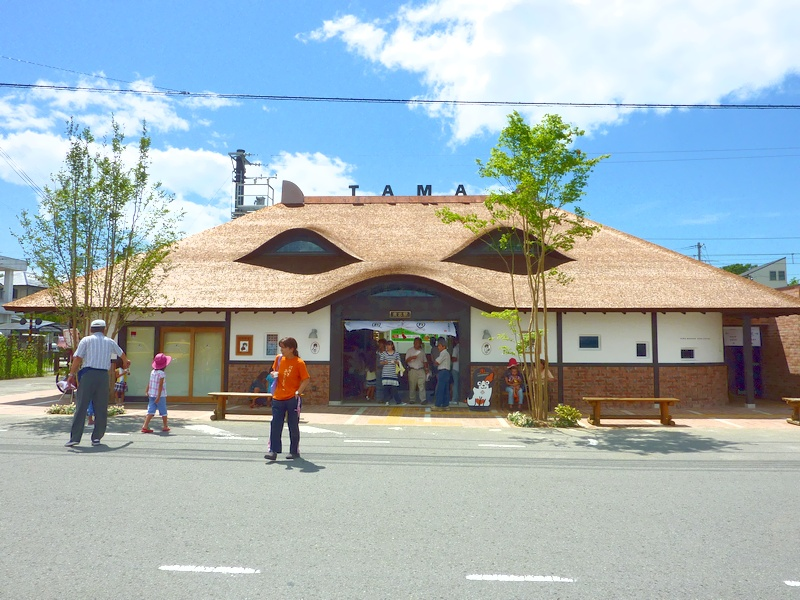
A Kisi állomás újjáépített épülete, mely egy macska fejéhez hasonló, 2010 augusztusában
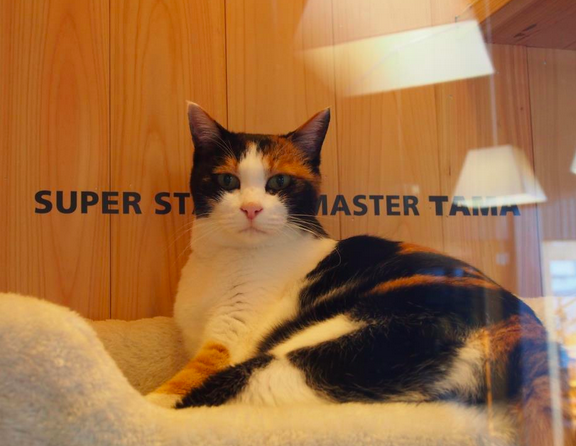
Tama szolgálat közben, 2012 októberében

2012. január 5-én bemutatták Tama hivatalos gyakornokát, „Nitamát” (Második Tama).
Tama 2015. június 22-én, 16 éves korában, ami körülbelül 80 emberi évnek felel meg egy vakajamai prefektúrai állatkórházban szívelégtelenségben meghalt. Halála után több ezer rajongója rótta le előtte a tiszteletét. Egy sintó stílusú temetésben részesült az állomásnál és megkapta a „méltóságos örökkévaló állomásfőnök” címét. 2015 augusztusában egy sintó macskaszentélyben istennőként helyezték örök nyugalomra.
Tama helyét helyettese, Nitama vette át.